# Alois Mattersberger
Alois Mattersberger (* 1961 in Matrei in Osttirol) ist ein österreichischer Koch und Maler.

## Leben
Nach der Kochlehre von 1976 bis 1979 arbeitete er als Koch in verschiedenen Top-Restaurants im In- und Ausland. 1989 und 1990 erkochte er sich im neu eröffneten Restaurant „Vinarium“ in Donnerskirchen im Burgenland seine erste Gault-Millau-Haube. Ab 1990 war er maßgeblich an Konzept und Umsetzung des Restaurants „Villa Hans Moser“ in Wien beteiligt. Sein Engagement wurde mit zwei Hauben von Gault-Millau, einem Stern und drei Küchenkronen von „Österreich a la Carte“ belohnt.
Nach zehn Semestern Studium der Ernährungswissenschaften an der Universität Wien (ohne Abschluss) trat Alois Mattersberger 1999 als Koch und Moderator in der ersten täglichen Kochshow Österreichs („Frisch gekocht ist halb gewonnen“) im ORF auf. Nach mehr als 800 Sendungen übergab er die Sendung 2003. Seit 2004 hat er sich entschieden, sein Hobby die Malerei, zum Beruf zu machen und Kochen zu seinem Hobby.

## Werke (Auswahl)
- Alois Mattersberger zum Nachkochen. Die besten Rezepte aus der TV-Sendung mit vielen Tipps und Tricks. Pichler Verlag, Wien 2001, ISBN 3-85431-235-0.
- Clever kochen. Die besten Tipps aus „Frisch gekocht“. Np Buchverlag, wien 2002, ISBN 3-85326-031-4.
- Grillen mit Alois Mattersberger. Meine Lieblkingsrezepte und die besten Tipps. Pichler Verlag, Wien 2003, ISBN 3-85431-309-8.
- Einfach nachkochen! Schnell und gesund. Pichler Verlag, Wien 2003, ISBN 3-85431-310-1.
- Meine österreichischen Lieblingsgerichte. Pichler Verlag, Wien 2003, ISBN 3-85431-320-9.
- My Favorite Austrian Dishes. Pichler Verlag, Wien 2003, ISBN 3-85431-321-7.